# اوون ویلسون
اوون کانینگهام ویلسن (انگلیسی: Owen Cunningham Wilson؛ زاده ۱۸ نوامبر ۱۹۶۸) یک بازیگر آمریکایی است. او ارتباط طولانی‌ای با فیلم‌ساز وس اندرسون داشته‌است و با او در فیلم‌های منور (۱۹۹۶)، راشمور (۱۹۹۸) و خانواده اشرافی تننبام (۲۰۰۱) نویسندگی و بازیگری را به اشتراک گذاشته‌است که آخرین مورد نامزدی جایزه اسکار و جایزه بفتا برای بهترین فیلمنامه را برای او به ارمغان آورده‌است. او همچنین در فیلم‌های دیگر از اندرسون از جمله زندگی در آب با استیو زیسو (۲۰۰۴)، دارجلینگ محدود (۲۰۰۷)، هتل بزرگ بوداپست (۲۰۱۴)، و گزارش فرانسوی (۲۰۲۱) ظاهر شده‌است. ویلسون همچنین در کمدی رمانتیک نیمه‌شب در پاریس (۲۰۱۱) از وودی آلن در نقش گیل پندر، فیلمنامه‌نویس ناراضی بازی کرد، نقشی که نامزدی جایزه گلدن گلوب را برای او به ارمغان آورد. در سال ۲۰۱۴ او در فیلم خباثتِ ذاتی از پل توماس اندرسن و اونجوری بامزه است اثر پیتر باگدانوویچ ظاهر شد.
ویلسون همچنین به‌خاطر حرفه‌اش به‌عنوان کمدین روی صحنه و عضو گروه دسته برادران از جمله بازی در کمدی‌هایی مانند زولندر (۲۰۰۱)، استارسکی و هاچ (۲۰۰۴)، مهمانان ناخوانده عروسی (۲۰۰۵)، شما، من و دوپری (۲۰۰۶)، از کجا می‌دانی (۲۰۱۰)، بیگ یر (۲۰۱۱) و کارآموزی (۲۰۱۳) شناخته می‌شود. او همچنین برای فیلم‌های خانوادگی مارلی و من (۲۰۰۸) و فرنچایز شب در موزه (۲۰۰۵–۲۰۱۴) شناخته شده‌است. او صداپیشگی لایتنینگ مک‌کوئین را در فرنچایز ماشین‌ها (۲۰۰۶–اکنون)، کوچ اسکیپ در فیلم آقای فاکس شگفت‌انگیز (۲۰۰۹)، شخصیت اصلی در مارمادوک (۲۰۱۰) و رجی در پرندگان آزاد (۲۰۱۳) بر عهده دارد. او در نقش موبیوس ام. موبیوس در مجموعه تلویزیونی لوکی (۲۰۲۱–اکنون) از دنیای سینمایی مارول که در دیزنی پلاس پخش می‌شود، بازی می‌کند.
جوایز ویلسون شامل نامزدی اسکار و بفتا برای بهترین فیلمنامه اصلی (برای خانواده اشرافی تننبام)، گلدن گلوب و دو نامزدی جایزه انجمن بازیگران فیلم (برای نمیشه‌شب در پاریس و هتل بزرگ بوداپست) و جایزه ایندیپندنت اسپیریت (برای خباثت ذاتی) است.

## زندگی
ویلسون در دالاس تگزاس به دنیا آمد. او فرزند لورا کانینگهام ویلسون (عکاس) و رابرت اندرو ویلسون تهیه‌کننده آگهی‌های بازرگانی و گردانندهٔ یک ایستگاه تلویزیون عمومی است. اوون یک برادر بزرگتر به نام اندرو و برادری کوچکتر به نام لوک دارد که هردو دست‌اندرکار سینما هستند. خانواده او ایرلندی‌تبار و کاتولیک هستند.
ویلسون در اوت ۲۰۰۷ با مصرف مقدار نامشخصی قرص و زدن رگ دست چپ خود، اقدام به خودکشی کرده بود اما خیلی زود توسط یکی از بستگانش در حالی که بیهوش و غرق در خون بود به بیمارستان منتقل شد و با تلاش پزشکان از مرگ نجات یافت. او پس از این حادثه از رسانه‌ها خواسته بود که او را به حال خودش رها کنند تا در آرامش هرچه زودتر بهبود یابد. ویلسون سرانجام پس از چند ماه برای اکران افتتاحیه فیلم دارجلینگ محدود از وس اندرسون در لس آنجلس در انظار عمومی ظاهر شد و به‌شدت مورد تشویق حاضران قرار گرفت.

## فیلم‌شناسی

### فیلم
| سال  | عنوان                       | نقش                 | یادداشت                           |
| ---- | --------------------------- | ------------------- | --------------------------------- |
| ۱۹۹۶ | منور                        | دیگنان              | همچنین نویسنده                    |
| ۱۹۹۶ | پسر کابلی                   | قرار ملاقات رابین   |                                   |
| ۱۹۹۷ | آناکوندا                    | گری دیکسون          |                                   |
| ۱۹۹۷ | بهتر از این نمی‌شه           | —                   | تولیدکننده وابسته                 |
| ۱۹۹۸ | آرماگدون                    | اسکار چویس          |                                   |
| ۱۹۹۸ | نیمه‌شب ماندگار              | نیکی                |                                   |
| ۱۹۹۸ | راشمور                      | —                   | نویسنده همکار                     |
| ۱۹۹۹ | تسخیرشده                    | لوک ساندرسون        |                                   |
| ۱۹۹۹ | صبحانه قهرمانان             | مونت رپید           |                                   |
| ۱۹۹۹ | مرد منفی                    | وان سیگرت           |                                   |
| ۲۰۰۰ | ظهر شانگهای                 | روی اوبانن          |                                   |
| ۲۰۰۰ | ملاقات والدین               | کوین راولی          |                                   |
| ۲۰۰۱ | زولندر                      | هانسل مک‌دونالد      |                                   |
| ۲۰۰۱ | خانواده اشرافی تننبام       | الی کش              | همچنین نویسنده                    |
| ۲۰۰۱ | پشت خطوط دشمن               | ستوان کریس برنت     |                                   |
| ۲۰۰۲ | من جاسوس                    | الکس اسکات          |                                   |
| ۲۰۰۲ | جعبه عرق                    | خودش                | قطعه آرشیوی؛ برای عموم منتشر نشده |
| ۲۰۰۳ | شوالیه‌های شانگهای           | روی اوبانن          |                                   |
| ۲۰۰۳ | بله درسته!                  | خودش                | حضور افتخاری                      |
| ۲۰۰۴ | جهش بزرگ                    | جک رایان            |                                   |
| ۲۰۰۴ | استارسکی و هاچ              | کن هاچینسون         |                                   |
| ۲۰۰۴ | دور دنیا در ۸۰ روز          | برادران رایت        |                                   |
| ۲۰۰۴ | زندگی در آب با استیو زیسو   | ند پلمپتون          |                                   |
| ۲۰۰۴ | ملاقات با فاکرها            | کوین راولی          |                                   |
| ۲۰۰۵ | داستان وندل بیکر            | نیل کینگ            |                                   |
| ۲۰۰۵ | مهمانان ناخوانده عروسی      | جان بکویث           |                                   |
| ۲۰۰۶ | ماشین‌ها                     | لایتنینگ مک‌کوئین    | صدا                               |
| ۲۰۰۶ | ماتر و روح                  | لایتنینگ مک‌کوئین    | صدا؛ فیلم کوتاه                   |
| ۲۰۰۶ | شما، من و دوپری             | راندولف دوپری       | همچنین تهیه‌کننده                  |
| ۲۰۰۶ | شب در موزه                  | جدیه                | ذکرنشده                           |
| ۲۰۰۷ | دارجلینگ محدود              | فرانسیس ویتمن       |                                   |
| ۲۰۰۸ | دریلبیت تیلور               | دریل بیت تیلور      |                                   |
| ۲۰۰۸ | مارلی و من                  | جان گروگان          |                                   |
| ۲۰۰۹ | شب در موزه: نبرد اسمیتسونین | جدیه                |                                   |
| ۲۰۰۹ | آقای فاکس شگفت‌انگیز         | مربی پرش            | صدا                               |
| ۲۰۱۰ | مارمادوک                    | مارمادوک            | صدا                               |
| ۲۰۱۰ | از کجا می‌دانی               | متی رینولدز         |                                   |
| ۲۰۱۰ | فاکرهای کوچک                | کوین راولی          |                                   |
| ۲۰۱۱ | مجوز موقت                   | ریچارد «ریک» میلز   |                                   |
| ۲۰۱۱ | نیمه‌شب در پاریس             | گیل پندر            |                                   |
| ۲۰۱۱ | ماشین‌ها ۲                   | لایتنینگ مک‌کوئین    | صدا                               |
| ۲۰۱۱ | بیگ یر                      | کنی بوستیک          |                                   |
| ۲۰۱۳ | کارآموزی                    | نیک کمبل            |                                   |
| ۲۰۱۳ | پرندگان آزاد                | رجی                 | صدا                               |
| ۲۰۱۳ | شما اینجایید                | استیو دالاس         |                                   |
| ۲۰۱۴ | هتل بزرگ بوداپست            | ام. چاک             |                                   |
| ۲۰۱۴ | قهرمان شهر رنگی             | ریکی اژدها          | صدا                               |
| ۲۰۱۴ | خباثت ذاتی                  | کوی هارلینگن        |                                   |
| ۲۰۱۴ | شب در موزه: راز مقبره       | جدیه                |                                   |
| ۲۰۱۵ | اونجوری بامزه است           | آرنولد آلبرتسون     |                                   |
| ۲۰۱۵ | گریزناپذیر                  | جک دوایر            |                                   |
| ۲۰۱۶ | زولندر ۲                    | هانسل مک دونالد     |                                   |
| ۲۰۱۶ | مغزهای متفکر                | استیو چمبرز         |                                   |
| ۲۰۱۷ | گم‌شده در لندن               | خودش                |                                   |
| ۲۰۱۷ | ماشین‌ها ۳                   | لایتنینگ مک کوئین   | صدا                               |
| ۲۰۱۷ | اعجوبه                      | نیت پولمن           |                                   |
| ۲۰۱۷ | پدران جایگزین               | کایل رینولدز        |                                   |
| ۲۰۲۱ | سعادت                       | گرگ ویتل            |                                   |
| ۲۰۲۱ | گزارش فرانسوی               | گیاه دارویی سالزراک |                                   |
| ۲۰۲۲ | با من ازدواج کن             | چارلی گیلبرت        |                                   |
| ۲۰۲۲ | مقر مخفی                    |                     |                                   |
| ۲۰۲۳ | عمارت متروکه                | کنت                 | پس‌تولید                           |
| ۲۰۲۳ | نقاشی                       | کارل نارگل          | پس‌تولید                           |

### تلویزیون
| سال        | عنوان                                     | نقش                     | یادداشت                                |
| ---------- | ----------------------------------------- | ----------------------- | -------------------------------------- |
| ۱۹۹۹       | هیت ویژن و جک                             | هیت ویژن                | صدا؛ کوتاه                             |
| ۲۰۰۱       | پادشاه تپه                                | رت ون در گراف           | صدا؛ قسمت: «Luanne Virgin 2.0»         |
| ۲۰۱۰       | اجتماع                                    | رهبر گروه مطالعاتی دیگر | قسمت: «روزنامه‌نگاری تحقیقی»؛ ذکرنشده   |
| ۲۰۱۳       | تاریخ مستی                                | جان هاروی کلاگ          | قسمت: «دیترویت»                        |
| ۲۰۱۴       | کار تونز: داستان‌هایی از رادیاتور اسپرینگز | لایتنینگ مک‌کوئین        | صدا؛                                   |
| ۲۰۱۶       | پخش زنده شنبه شب                          | هانسل مک‌دونالد          | قسمت: «لری دیوید/د ناینتین سونتی فایو" |
| ۲۰۱۹       | حالا مستند!                               | پدر را-شابرد            | قسمت: «Batsh*t Valley»                 |
| ۲۰۲۱–اکنون | لوکی                                      | موبیوس ام. موبیوس       |                                        |
| ۲۰۲۱       | پخش زنده شنبه شب                          | خودش (میزبان)           | قسمت: «اوون ویلسون/کیسی ماسگریوز»      |
| ۲۰۲۲       | ماشین‌ها در سفر                            | لایتنینگ مک‌کوئین        | صدا؛ مجموعه کوتاه دیزنی پلاس           |

### بازی‌های ویدئویی
| سال  | عنوان                             | نقش              |
| ---- | --------------------------------- | ---------------- |
| ۲۰۰۶ | ماشین‌ها                           | لایتنینگ مک‌کوئین |
| ۲۰۱۲ | کینکت راش: ماجراجویی دیزنی-پیکسار | لایتنینگ مک‌کوئین |
| ۲۰۱۴ | ماشین‌ها: سریع مثل لایتنینگ        | لایتنینگ مک‌کوئین |
| ۲۰۱۸ | لگو شگفت‌انگیزان                   | لایتنینگ مک‌کوئین |